# Wilhelm Schepping
Wilhelm Schepping (* 17. Dezember 1931 in Neuss) ist ein deutscher Musikwissenschaftler.

## Leben
Er studierte Schulmusik an der Musikhochschule Köln bei Hans Mersmann (Werkanalyse), Rudolf Petzold (Musiktheorie und Tonsatz), Paul Mies (Musikpädagogik) und Hermann Schroeder (Partiturspiel, Generalbass, Chor- und Orchesterdirigieren). Nach der Promotion 1977 zum Dr. phil. in Köln in Musikwissenschaft mit den Nebenfächern Germanistik und Philosophie wurde er 1981 Professor (C3) der Universität Düsseldorf. 1982 folgte er dem Ruf als Professor an die TH Aachen, Lehrstuhl Musik und ihre Didaktik I (Schwerpunkt Systematische Musikwissenschaft). Von 1985 bis zur Emeritierung 1999 lehrte er an der Universität zu Köln auf dem Lehrstuhl für Musik und ihre Didaktik.

## Auszeichnungen (Auswahl)
- 1983: Großes Stadtsiegel der Stadt Neuss
- 1993: Ritter des Gregoriusordens
- 2003: Franz-Peter-Kürten-Auszeichnung des Rhein-Kreises Neuss, Internationales Mundartarchiv „Ludwig Soumagne“
- 2008: Rheinlandtaler
- 2012: Hermann von Hessen-Auszeichnung der Heimatfreunde Neuss
- 2016: Bundesverdienstkreuz am Bande

## Schriften (Auswahl)
- Die Wettener Liederhandschrift und ihre Beziehungen zu den niederländischen Cantiones Natalitiae des 17. Jahrhunderts. Köln 1978, ISBN 3-87252-087-3.
- als Herausgeber mit Heinz Günther Hüsch: Neusser Liederbuch. Neuss 2007, ISBN 978-3-934794-09-2.
- mit Jutta Pitzen: Zum 100. Geburtstag von Ernst Klusen (1909–1988). Volksmusikforscher – Musikpädagoge – Komponist. Viersen 2010, ISBN 978-3-9813463-0-5.
- als Herausgeber mit Markus Schüßler: Moselfränkisches Liederbuch. Simmern 2011, ISBN 978-3-86911-036-3.